# Estação Aluche

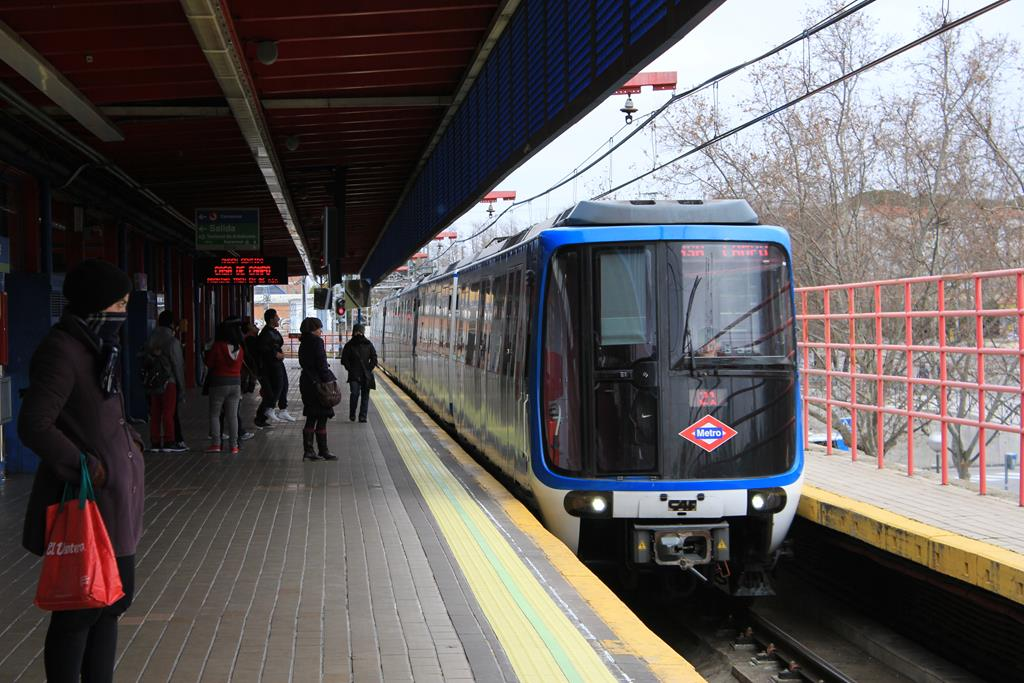
Plataforma de embarque

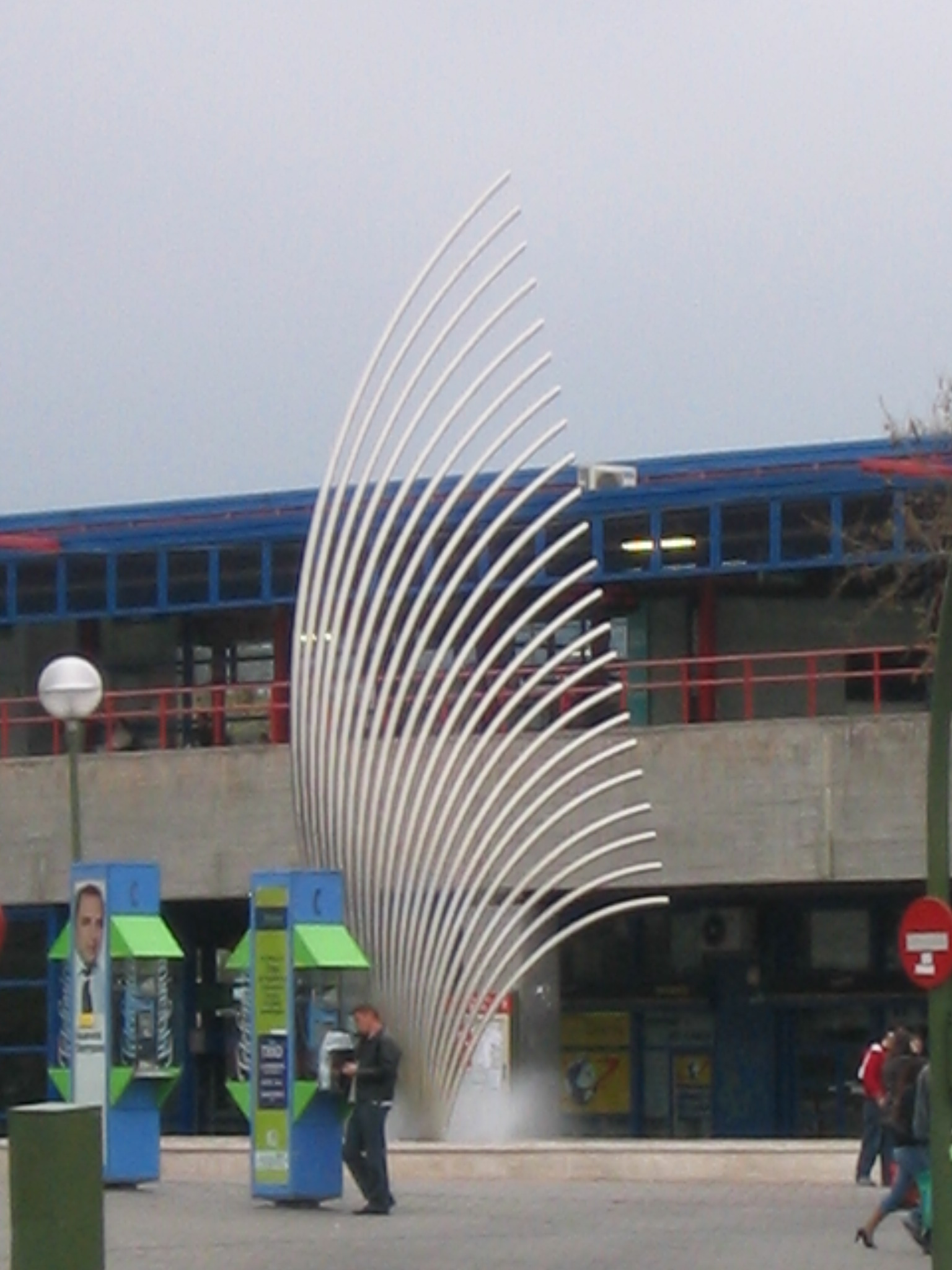
Escultura metálica na praça de acesso à Estação Aluche

Aluche é uma estação de interligação entre a Linha 5 do Metro de Madrid e a linha C-5 de Cercanías. Está localizada no bairro de Aluche, no distrito de Latina.

## História
Foi inaugurada por Francisco Franco em 4 de fevereiro de 1961 e aberto ao público em 6 de fevereiro do mesmo ano, fazia parte da linha de trem suburbano F.C. Suburbano de Carabanchel a Chamartín de la Rosal que ligava as  as estações de Carabanchel e Plaza de España.
Em 29 de outubro de 1976, a linha ferroviária Aluche-Móstoles, denominada C-6, entrou em funcionamento quando a rede Cercanías Madrid foi criada, até ser fundia a linha C-5 anos depois. As cabeceiras da Linha 5 do Metrô e da Suburban FC são movidas para esta estação para facilitar as conexões com a nova linha suburbana. A denominação de F.C. Suburbano, bem como a gestão separada do Metro de Madrid desapareceu em 17 de dezembro de 1981, tornando-se Linha 10 do Metro de Madrid.
A estação Aluche como terminal das linhas 5 e 10 do Metro, permaneceu até 22 de Outubro de 2002, quando a união funcional do Metrosur com o resto da rede através da Linha 10 levou a um rearranjo de linhas que resultaram na absorção do secção entre a nova estação Casa de Campo e Aluche pela Linha 5.